# Pete Desjardins
Pete Desjardins   (St-Pierre-Jolys, 10 d'abril de 1907 - Miami, 6 de maig de 1985) fou un saltador canadenc de naixement, però estatunidenc d'adopció, que va competir durant la dècada de 1920.
El 1924 va prendre part en els Jocs Olímpics de París, on va disputar dues proves del programa de salts. En la de trampolí de 3 metres guanyà la medalla de plata, mentre en la de palanca alta fou sisè. Quatre anys més tard, als Jocs d'Amsterdam, tornà a disputar dues proves del programa de salts. En ambdues, trampolí de 3 metres i palanca de 10 metres, guanyà la medalla d'or.
Desjardins va estudiar economia a la Universitat Stanford i és membre del Stanford Athletic Hall of Fame, tot i que mai va guanyar cap campionat universitari. Va realitzar exhibicions de natació a l'Aquacade de Billy Rose, juntament amb Johnny Weissmuller, Martha Norelius i Helen Meany, per la qual va ser declarat professional. Va continuar fent exhibicions a l'Aquacade fins a la Segona Guerra Mundial, i posteriorment va actuar en espectacles de salts durant la dècada de 1960.